# Shibuya (Kanagawa)
Shibuya (jap. 渋谷村, Shibuya-mura, 1944–55 渋谷町, Shibuya-machi) war bis 1956 eine Gemeinde am rechten Ufer des Sakaigawa im Kreis Kōza der japanischen Präfektur Kanagawa, vormodern der antiken Ritsuryō-Provinz Sagami. Wie das gleichnamige Shibuya in der Präfektur Tokio/Provinz Musashi wurde die Gegend im Mittelalter von der Adelsfamilie Shibuya beherrscht. Als moderne Dorfgemeinde (-mura) bestand Shibuya zunächst von 1889 bis 1944, als sie zur kreisangehörigen Stadt (-machi) aufgewertet wurde. 1955 wurde die Stadt geteilt: Der Süden mit den Ortsteilen Chōgo und Takakura kam zur kreisfreien Stadt (-shi) Fujisawa, der Rest mit den Ortsteilen Fukuda, Kami- und Shimo-Wada blieb nun wieder als Shibuya-mura zunächst eigenständig. 1956 wurde dieses schließlich in die Stadt Yamato eingemeindet.
Auf dem Stadtgebiet von Shibuya befanden sich ab 1929 die Bahnhöfe Kōza-Shibuya und Shin-Chōgo (heute Chōgo) an der Odakyū Enoshima-Linie, 1952 kam der Bahnhof Sakuragaoka dazu. 1942 eröffnete die Kaiserliche Marineluftwaffe an der westlichen Gemeindegrenze den Flugplatz Atsugi, seit der Besatzungszeit ein Stützpunkt der Navy, der seit den 1970er Jahren auch von den Selbstverteidigungskräften mit genutzt wird.
Seit der landesweiten Neuordnung von Ortsteilen in den Nachkriegsjahrzehnten bildet ein kleiner Teil der ehemaligen Gemeinde heute als Shibuya (渋谷, Shibuya) einen in sechs nummerierte Abschnitte (chōme) untergliederten Ortsteil der Stadt Yamato mit der Postleitzahl 242-0023. Zum 1. Januar 2018 hatte Shibuya 1–6-chōme laut Stadtverwaltung zusammen 2.673 Einwohner.